# مشق شب
مشق شب یک مستند ایرانی ساختهٔ عباس کیارستمی محصول سال ۱۳۶۷ است.
این فیلم مستند که اواخر دهه شصت خورشیدی ساخته شده است؛ تحقیقی است تصویری و مصور دربارهٔ تکالیف شب بچه‌ها که به مشق شب مشهور است. کیارستمی در برهه‌ای که خودش درگیر کمک کردن به پسرش برای انجام تکالیف بود به فکر ساخت این فیلم افتاد.
این فیلم مورد انتقاد بسیاری از مسئولان ایرانی قرار گرفت. در این میان از کیارستمی نقل شده است که در پاسخ به انتقاد یکی از معاونان وقت وزارت آموزش و پرورش گفته بود: «ما هنرمندان، چشم بینای جامعه هستیم و بعضی چیزها را پیش از دیگران می‌بینیم. گاهی متوجه یک خطر می‌شویم و گاهی خبر از یک رویداد خوب می‌دهیم. ممکن است این اخبار برای عده‌ای خوشایند و برای گروهی ناخوشایند باشد. ما را نباید به خاطر آنچه می‌بینیم مؤاخذه کنید بلکه باید برای آنچه دیده‌ایم چاره‌ای بیندیشید»
مشق شب به مناسبت فرارسیدن ماه مهر و بازگشایی مدارس، اول مهرماه سال ۱۳۹۴ در قالب برنامه گنجینه از شبکه مستند پخش شد.
با تأثیر از این مستند در سال ۱۴۰۰ یک مستند به نام مشق امشب به کارگردانی اشکان نجاتی و مهران نعمت‌اللهی ساخته شد و در چهلمین دوره جشنواره فجر نمایش داده شد. این مستند در گروه هنر و تجربه اکران عمومی شد.

## خلاصه داستان
فیلم، پژوهش مصوری دربارهٔ تکلیف شب بچه هاست و از زبان خود آنها به طرح این موضوع می‌پردازد. بی دانشی و کم حوصلگی والدین و بی اطلاعی آنان از روش‌های نوین تدریس و سیاست‌های آموزشی در مدارس، کودکان را دچار مشکلات فراوان می‌کند.
در ابتدای فیلم، کیارستمی می‌گوید که دلیل اصلی او برای ساخت این اثر مشکلی است که بین او و فرزندش برای انجام تکالیف مدرسه به وجود آمده است. به همین دلیل تصمیم گرفته تا به میان دانش آموزان بیاید تا واقعیت یکی از مدارس را ببیند تا از زبان دانش آموزان حقیقت چالش مشق شب را دریابد.
در این فیلم دانش‌آموزان یک به یک در برابر دوربین ظاهر می‌شوند و پاسخ پرسش‌های کیارستمی را که خودش نقش مصاحبه‌گر را ایفا کرده است، می‌دهند.
کیارستمی برای آنکه فیلمش جنبه آموزشی بیشتری داشته باشد آماری ارائه می‌دهد که دانستن آن جالب است؛ ۳۷ درصد از والدین به دلیل بی‌سوادی نمی‌توانستند به تکالیف فرزندانشان رسیدگی کنند. عده‌ای از والدین باسواد به دلیل خستگی، بی‌حوصلگی و گرفتاری‌های روزمره می‌خواستند بار انجام تکالیف مدرسه فرزندانشان از دوششان برداشته شود.
در جایی از فیلم برای آن که نگاه بی‌طرفانه به مشکلات دانش آموزان نشان داده شود، از زبان پدر یکی از دانش آموزان به مقایسه ساختار آموزش و پرورش ایران با سایر کشورها پرداخته می‌شود و لزوم بازنگری را فریاد زده و می‌کوشد اشتباهات ساختار آموزش و پرورش در مدارس ایران را به مسئولان مربوطه یادآوری کند.